# Lisa Ryzih
Lisa Ryzih (ur. 27 września 1988 w Omsku) – niemiecka lekkoatletka specjalizująca się w skoku o tyczce.
Skok o tyczce uprawiała także jej starsza siostra – Anastasija Reiberger.

## Osiągnięcia
- złoty medal mistrzostw świata juniorów młodszych (Sherbrooke 2003)
- złoto mistrzostw świata juniorów (Grosseto 2004)
- złoty medal młodzieżowych mistrzostw Europy (Kowno 2009)
- brązowy medal Mistrzostw Europy (Barcelona 2010)
- 2. miejsce w zawodach pucharu interkontynentalnego (Split 2010)
- 6. miejsce na igrzyskach olimpijskich (Londyn 2012)
- 8. miejsce na mistrzostwach świata (Moskwa 2013)
- 4. miejsce podczas mistrzostw Europy (Zurych 2014)
- 3. miejsce w zawodach pucharu interkontynentalnego (Marrakesz 2014)
- 12. miejsce na mistrzostwach świata (Pekin 2015)
- srebrny medal mistrzostw Europy (Amsterdam 2016)
- 10. miejsce podczas igrzysk olimpijskich (Rio de Janeiro 2016)
- srebrny medal podczas halowych mistrzostw Europy (Belgrad 2017)
- 5. miejsce na mistrzostwach świata (Londyn 2017)
- 17. miejsce na mistrzostwach świata (Doha 2019)

## Rekordy życiowe
- skok o tyczce (stadion) – 4,73 (2016 i 2017)
- skok o tyczce (hala) – 4,75 (2017)